# トゥトゥバン駅

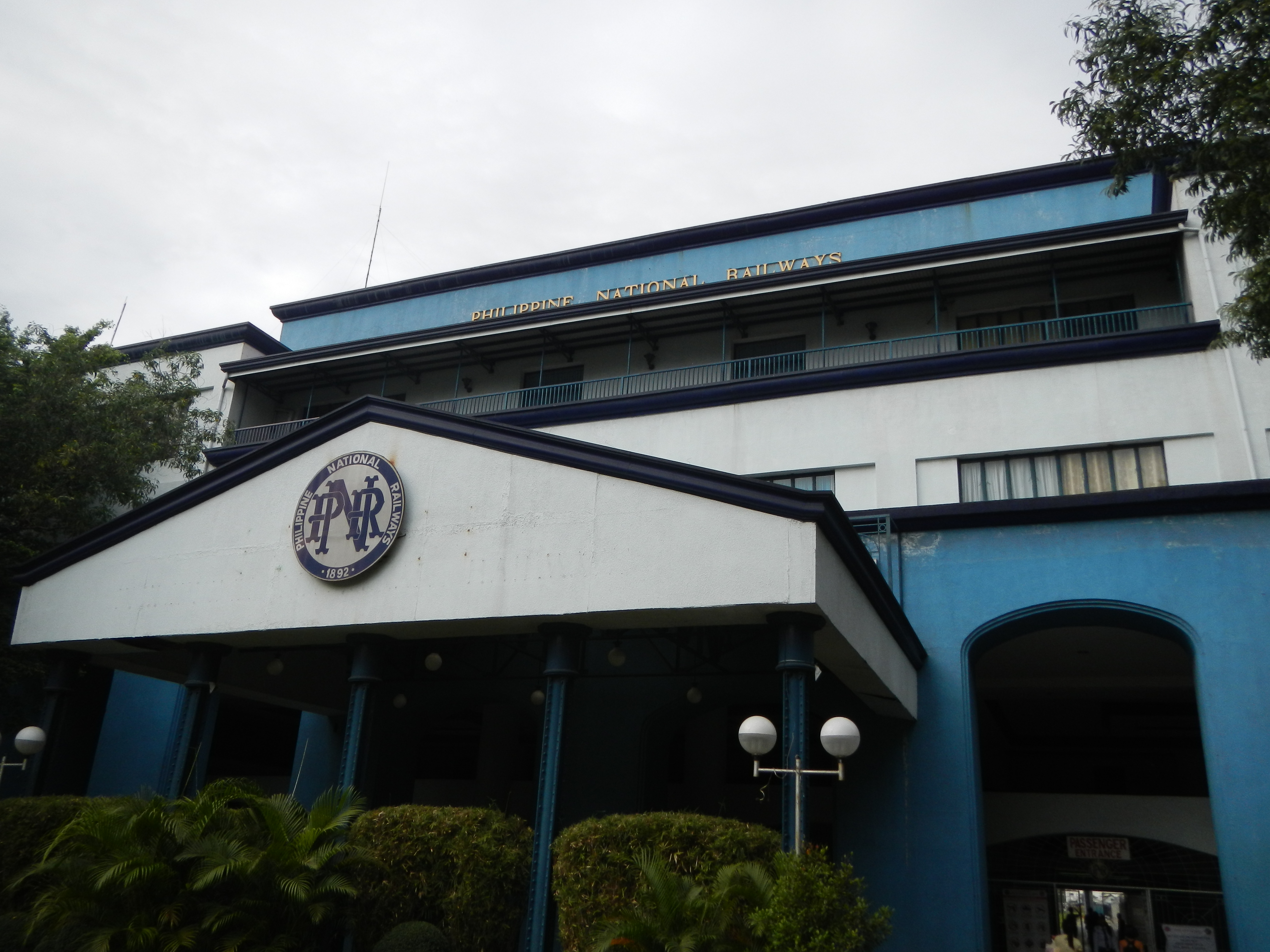
現トゥトゥバン駅舎

トゥトゥバン駅（タガログ語: Estasyong daangbakal ng Tutuban）はフィリピン国鉄（PNR）の主要駅。マニラ中心部の駅であり、マニラ駅、タユマン駅、ディビソリア駅とも呼ばれる。日本語ではツツバン駅とも。
現在PNRのオフィスとサービスターミナルの建物となっているPNR業務ビルのほか、現トゥトゥバンセンターモールの一部となっている旧トゥトゥバン駅も指すことがある。

## 沿革
この駅は現在の北方本線の南側にあたるマニラ-ダグパン鉄道(Ferrocarril de Manila-Dagupan)の一部としてマニラ鉄道会社(Manila Railroad Company)によって建設された。トゥトゥバン主駅舎の定礎は1887年7月31日に行われた。当時の鉄道延長は195kmで、1892年11月24日に全線開業し、マニラからパンガシナン州ダグパンまでを結んだ。なお、マニラ鉄道会社は共和国法第4156号の制定によって国有化され、フィリピン国鉄と社名を変更した。。
1988年、PNRは開発と流通センター化の促進の申し出に応えてトゥトゥバンのレクト通りに面した22ヘクタールの土地の貸与の可能性を評価した。PNRは1991年にトゥトゥバン・プロパティーズ(Tutuban Properties, Inc.)の基本開発計画の第一期を実施し、後に運営と土地開発を委託した。トゥトゥバンセンターモールは1994年2月21日フィリピン大統領フィデル・ラモスの指導の下、公的に落成した。以後、PNR、トゥトゥバン・プロパティーズ、フィリピン政府によって鉄道システム全体やトゥトゥバン周辺の民間・商業ビルの改善を行いつつ歴史的背景も重視した交通の方法の改善の努力が続けられている。PNRプラザの開発は移動と商業のひとつの方法としての鉄道システム全体の再活性化を図るための要件を検証する一歩となった。
駅舎としては1996年5月30日にPNR業務ビルが開業し、現在までトゥトゥバン駅ターミナルとして運営されている。
トゥトゥバン駅はより輸送志向になるように改装され、南北通勤鉄道のための新しい駅が建築される計画が予定されている。マニラ-レガスピ間の長距離路線が復活した場合に限って1996年の駅が運営される。2019年には南北通勤鉄道の北部方面に向かうマロロス駅までの区間が着工されている。

## 駅レイアウト
| 1階 ホーム                         |                                             | |
| ホーム A                           | 都市通勤線 カランバまたは車庫 (→)           | |
| 島式ホーム、右または左のドアが開閉 |                                             | |
| ホーム A                           | 首都通勤線 アラバンまたは車庫 (→)           | |
| ホーム B                           | 首都通勤線 アラバンまたは車庫 (→)           | |
| 島式ホーム、右または左のドアが開閉 |                                             | |
| ホーム B                           | 首都通勤線 アラバン行きまたは車庫 (→)       | |
| ホーム C                           | 首都通勤線 アラバン行きまたは車庫 (→)       | |
| 島式ホーム、右または左のドアが開閉 |                                             | |
| ホーム C                           | 首都通勤線 ガバナー・パスカルまたは車庫 (→) | |
| 1階                                | コンコース                                  | 券売所、運行業務室、売店、停車場、メインオフィス、バイク・バス・FX・ジープニー・タクシー・トライサイクルなどの乗り換えターミナル |

## ギャラリー

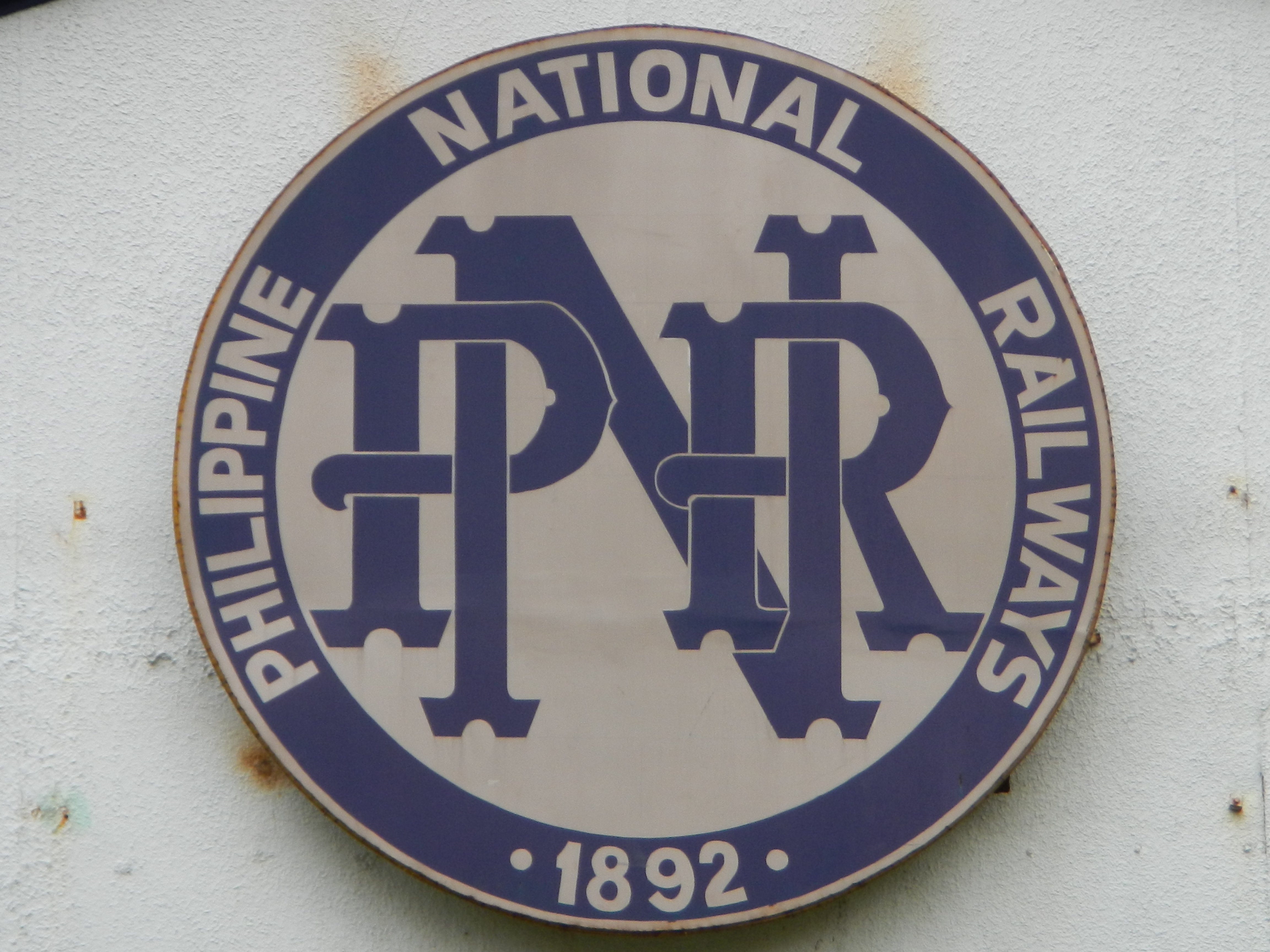
フィリピン国鉄ロゴ
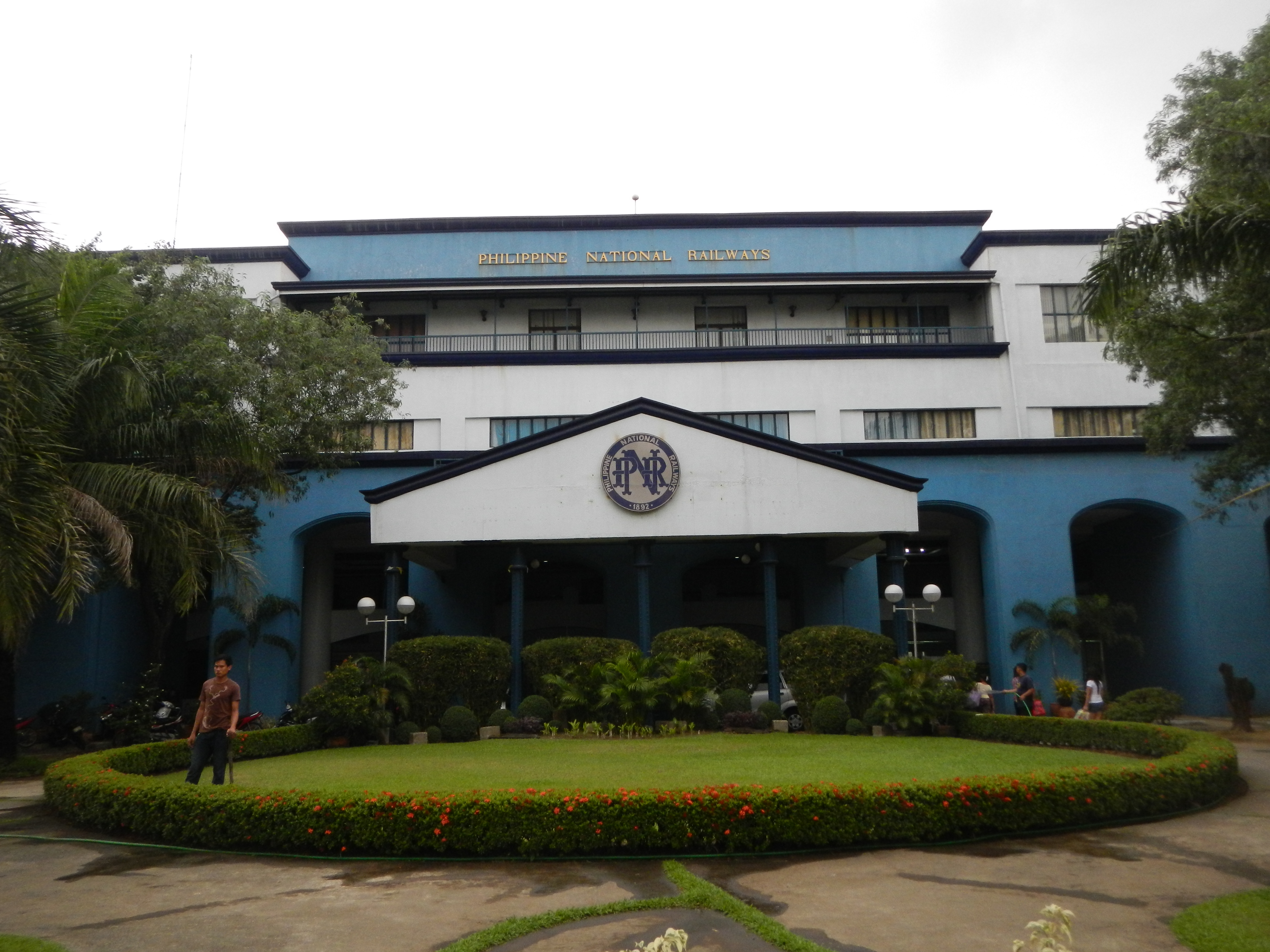
駅外観
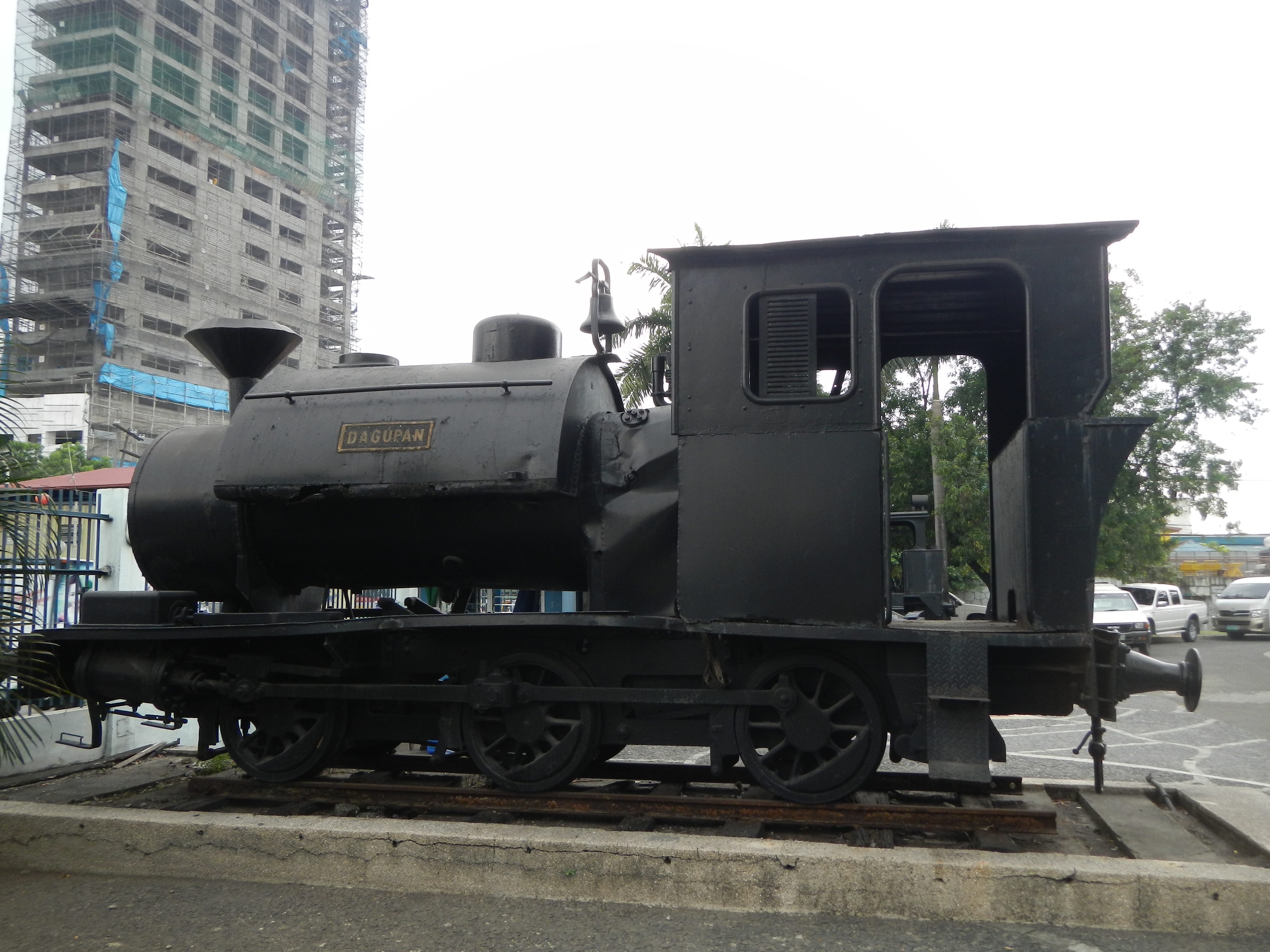
0-6-0 "ダグパン" 機関車
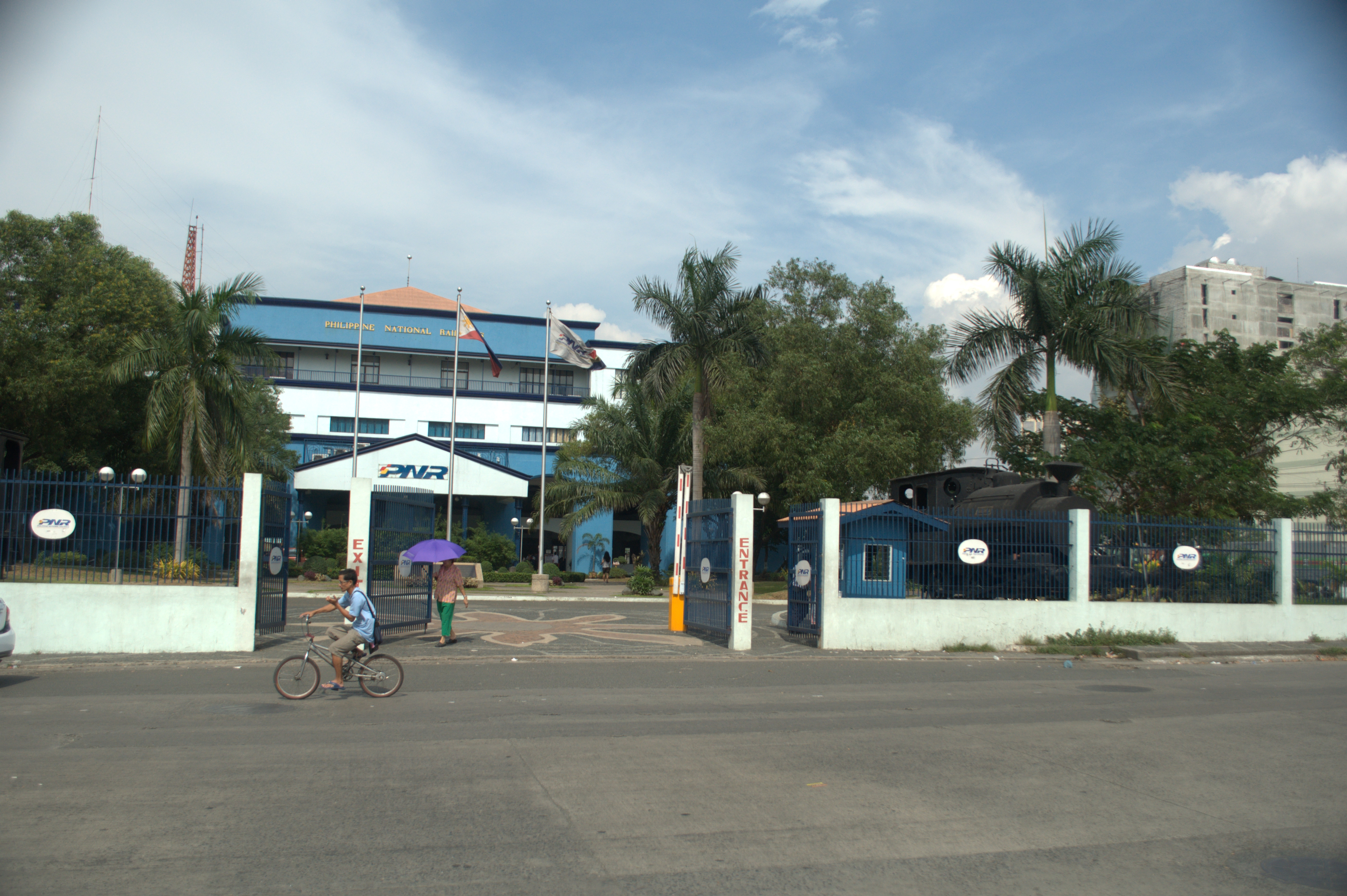
駅外観
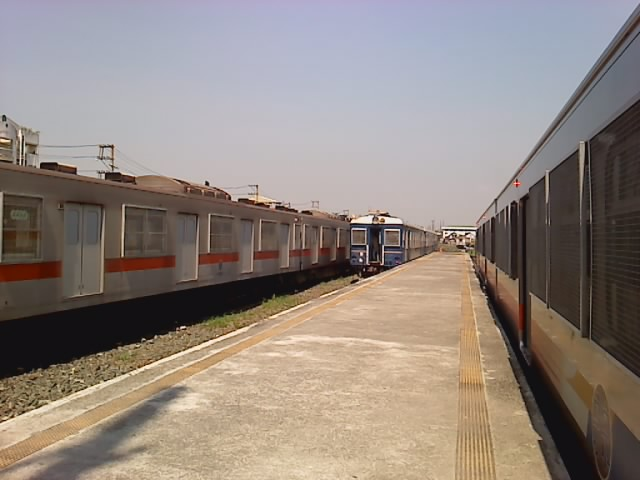
ホーム2
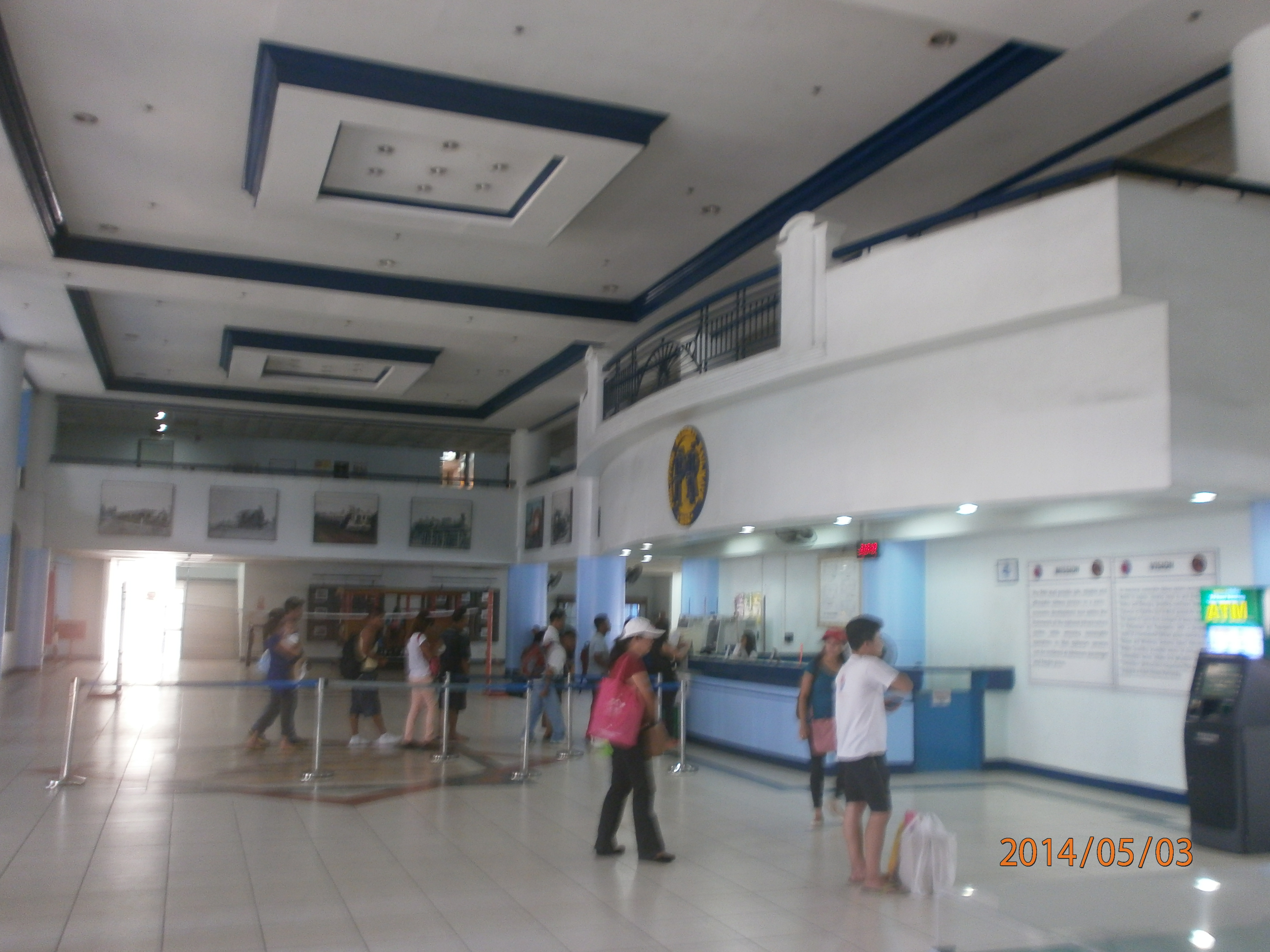
トゥトゥバン駅ロビー
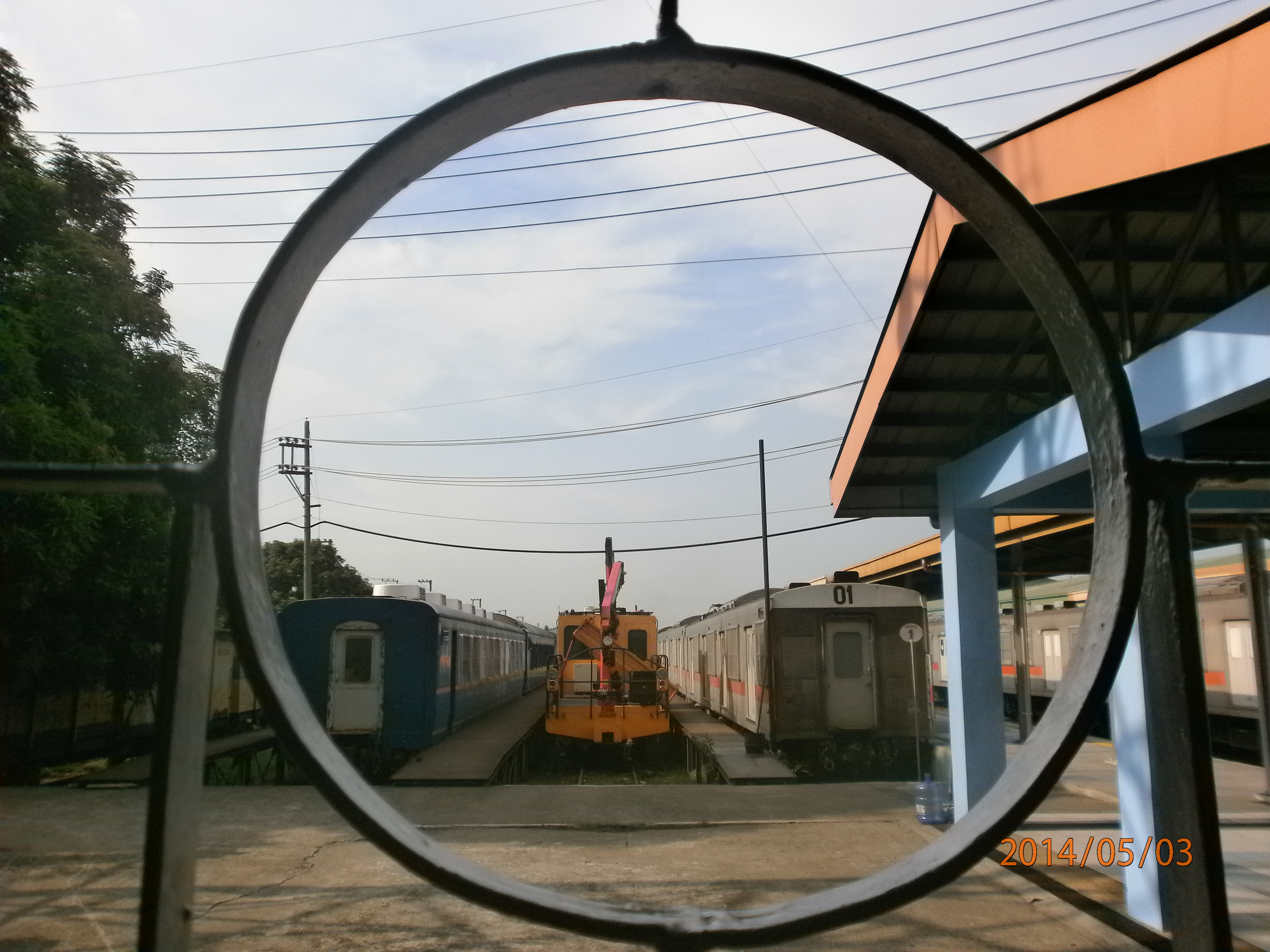
停車場
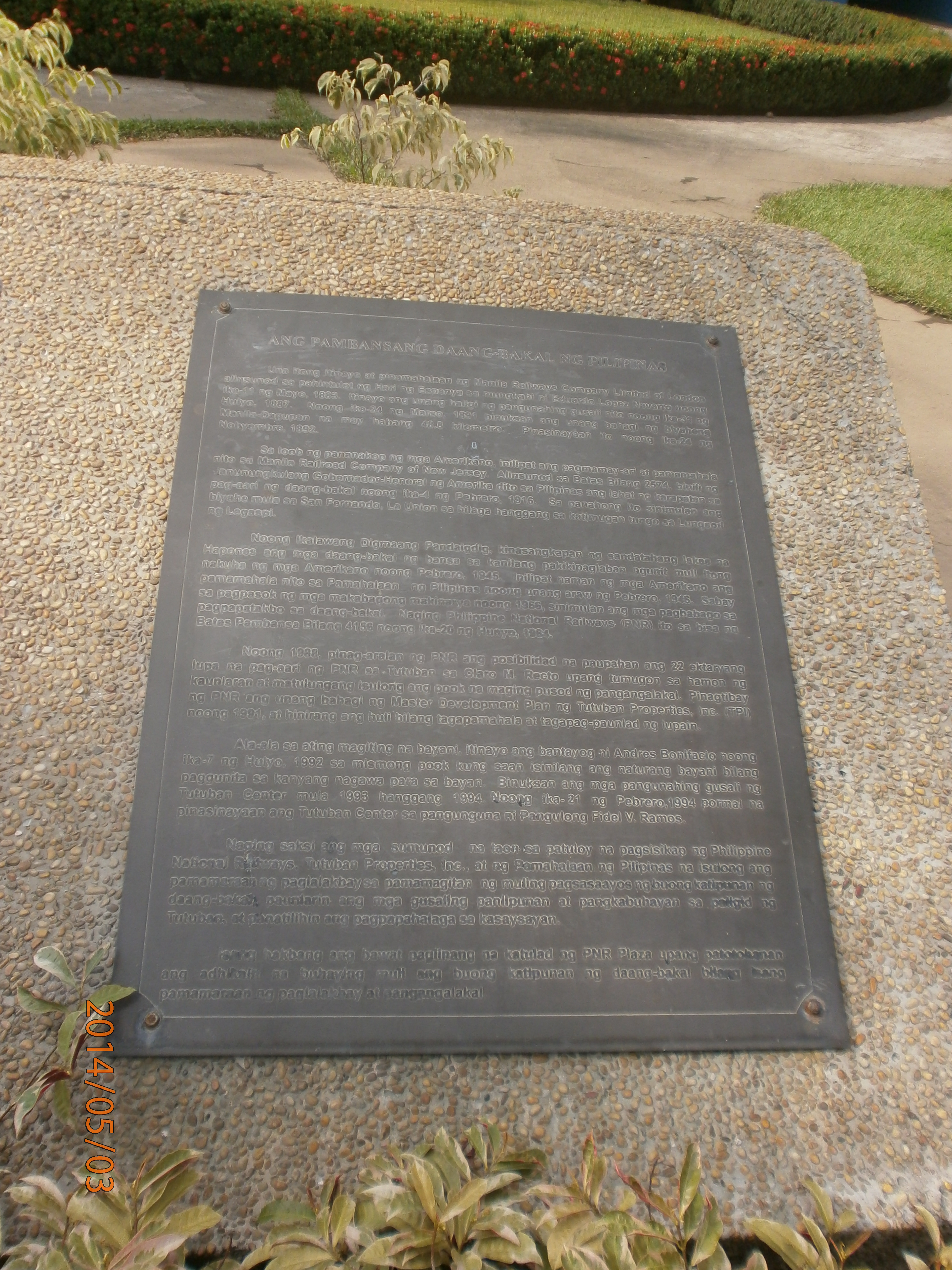
新トゥトゥバン駅の銘板
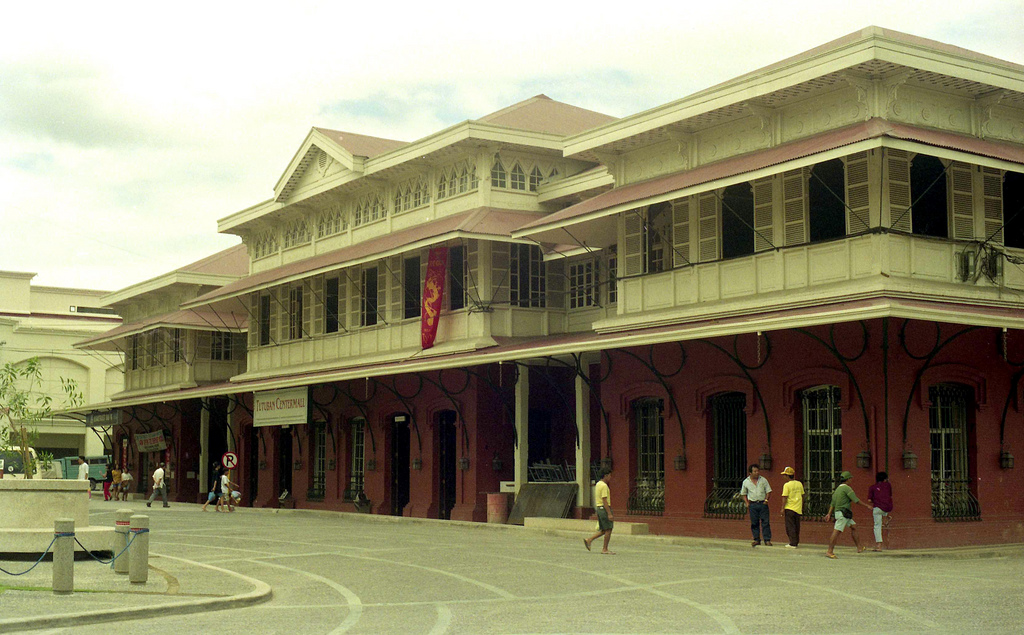
1982年に立てられた旧駅舎の外観、現トゥトゥバンセンターホール
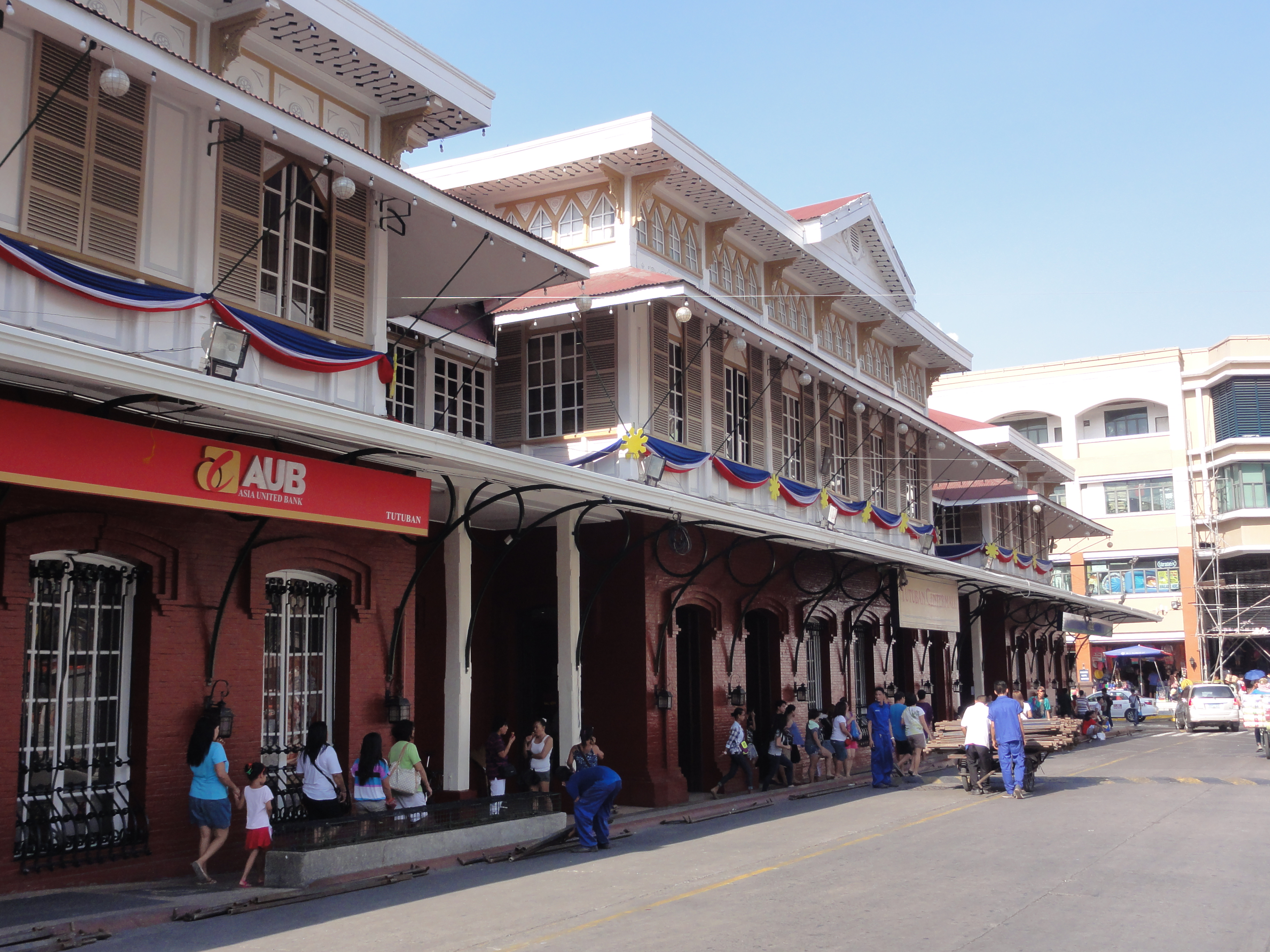
トゥトゥバンセンターモール
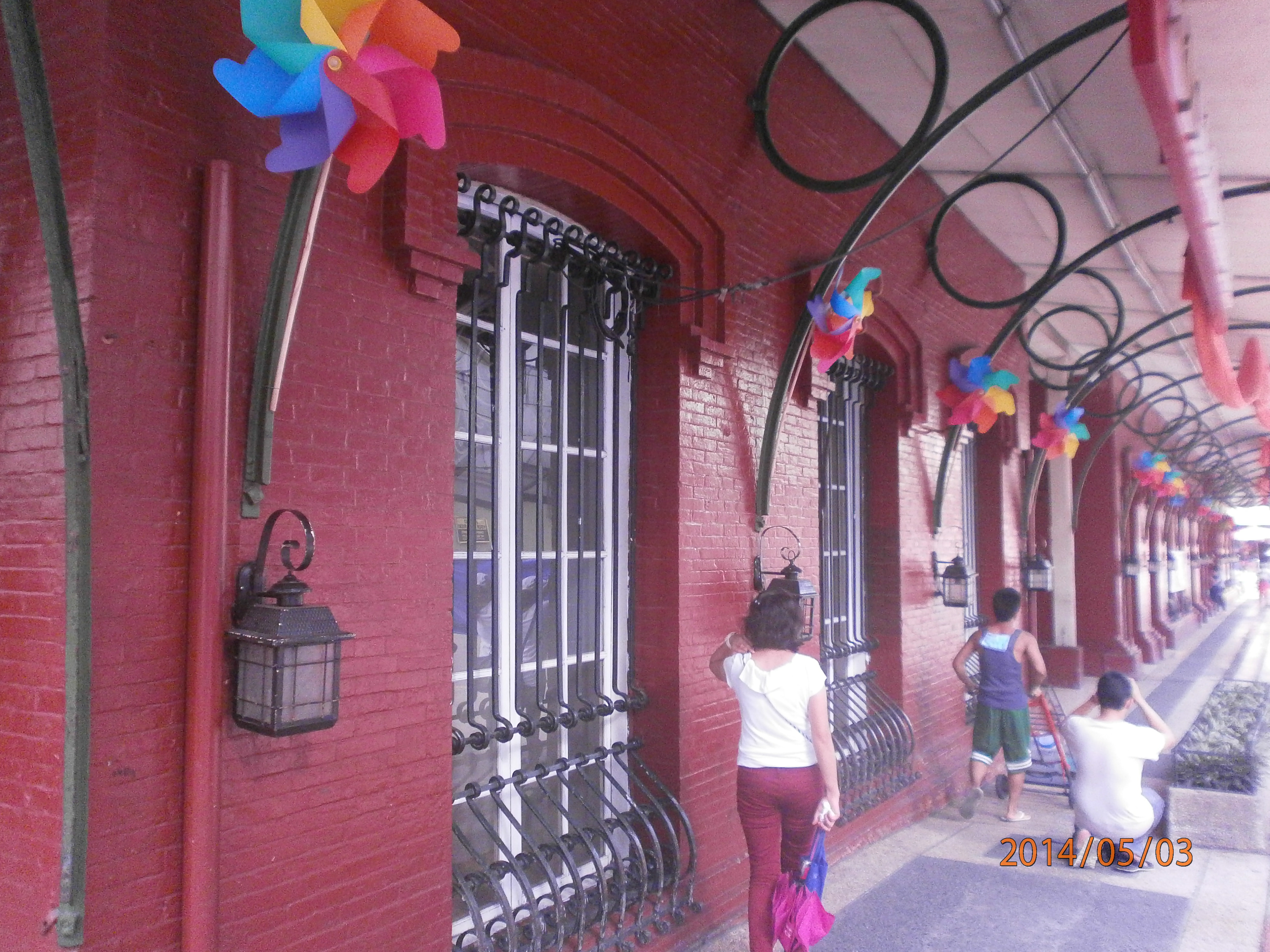
トゥトゥバンセンターモール
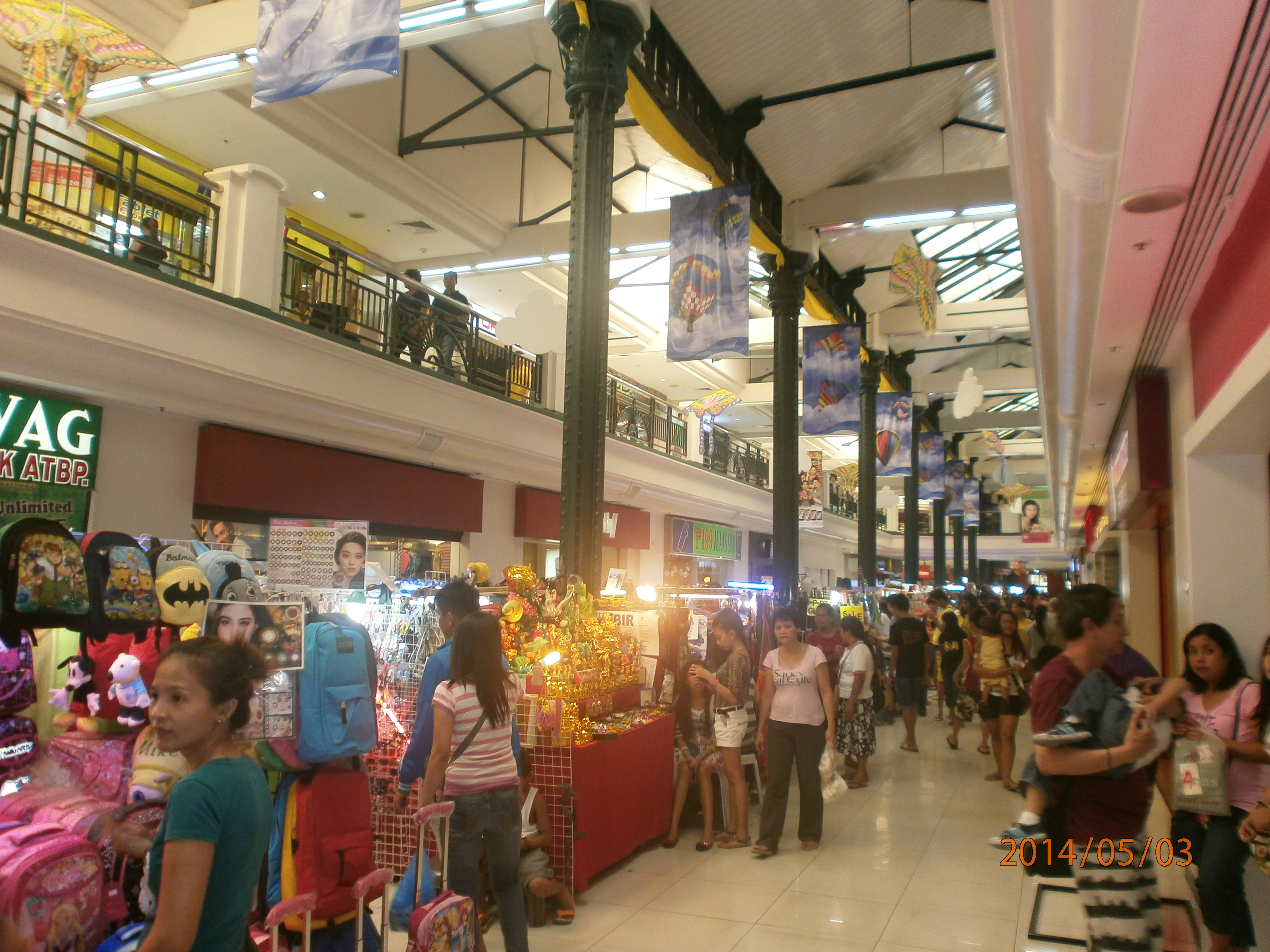
トゥトゥバンセンターモール内部、旧駅舎時代のカラム
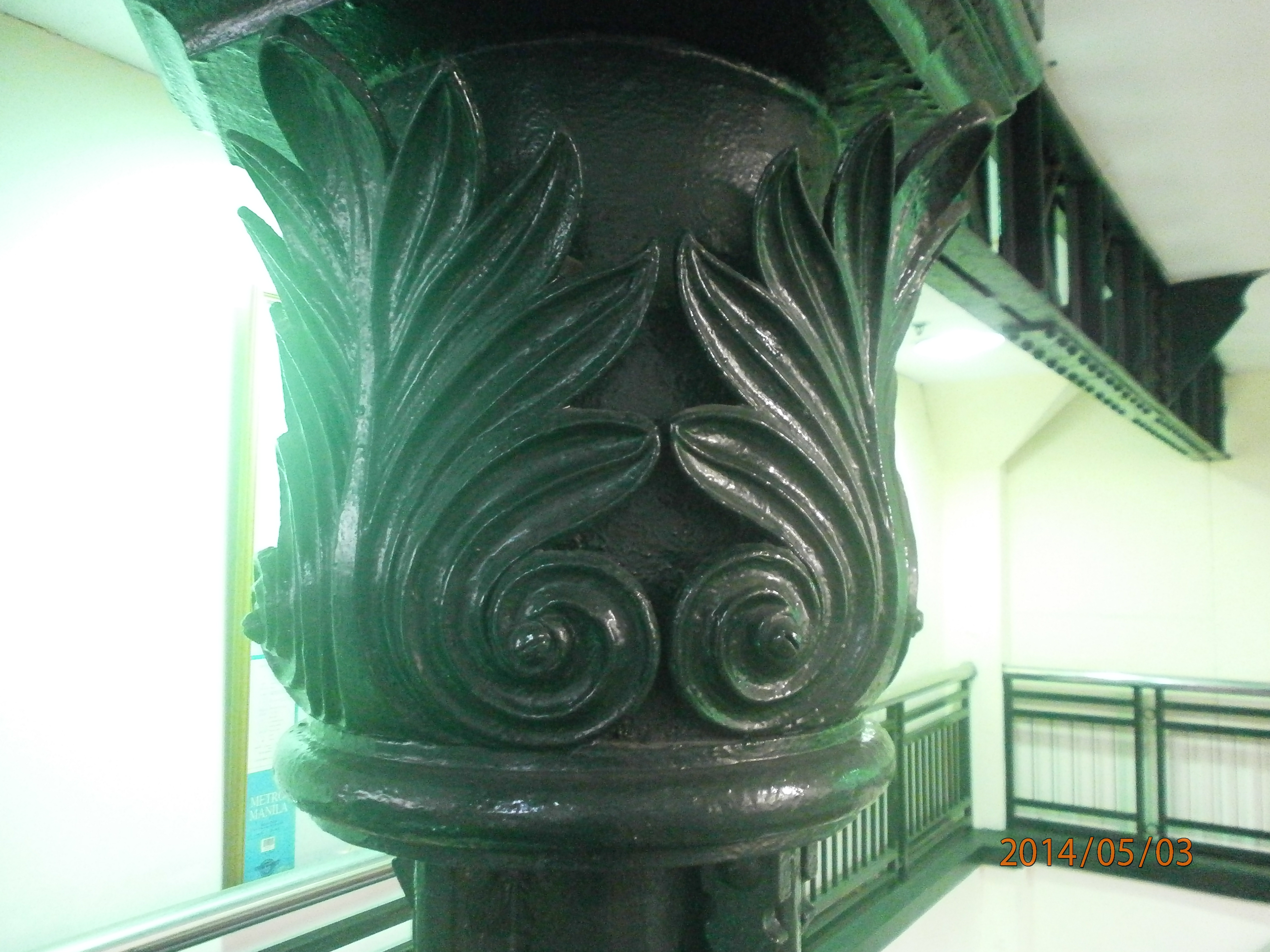
鉄のカラム(飾り柱)
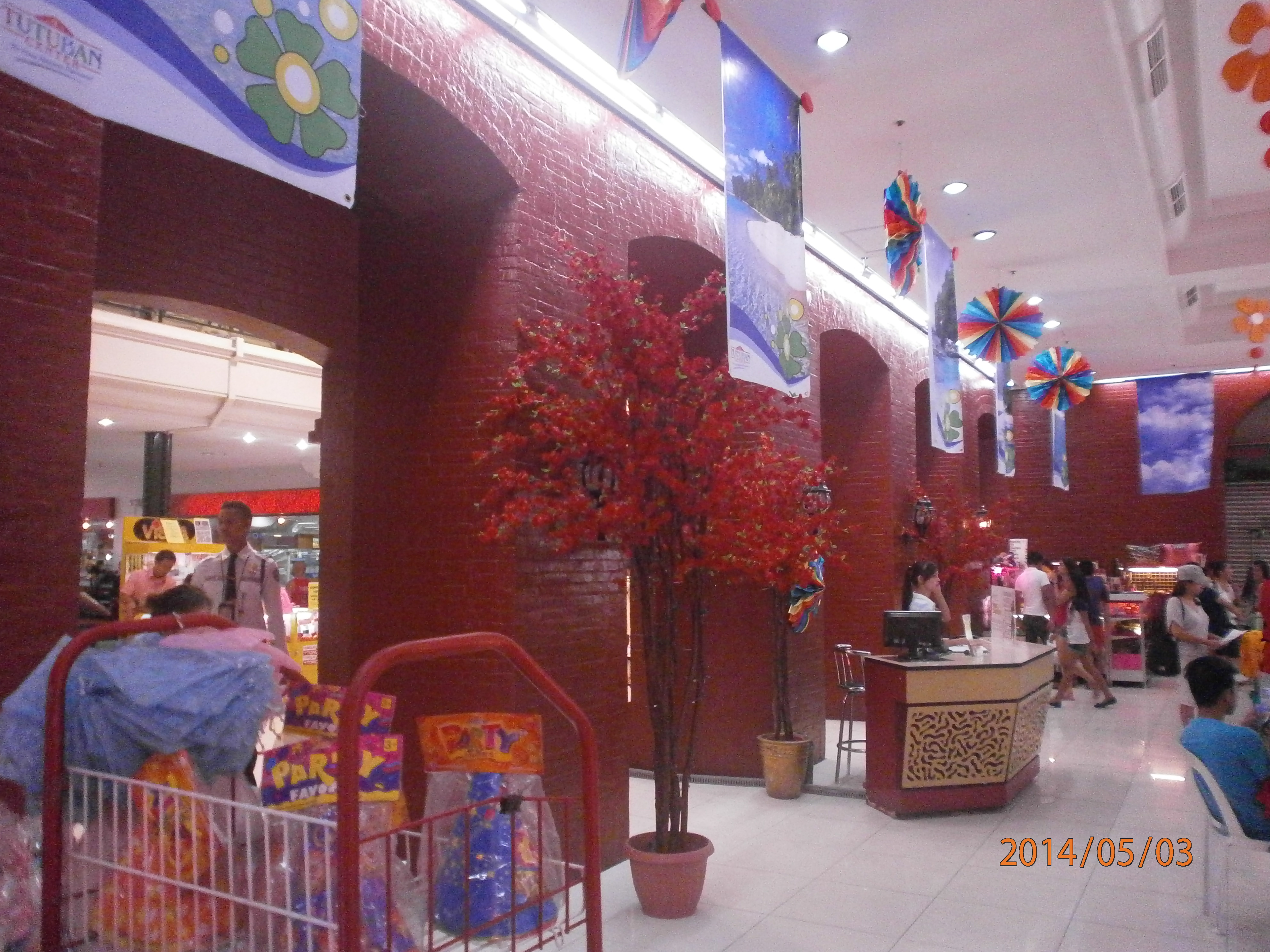
修繕されたロビーの壁
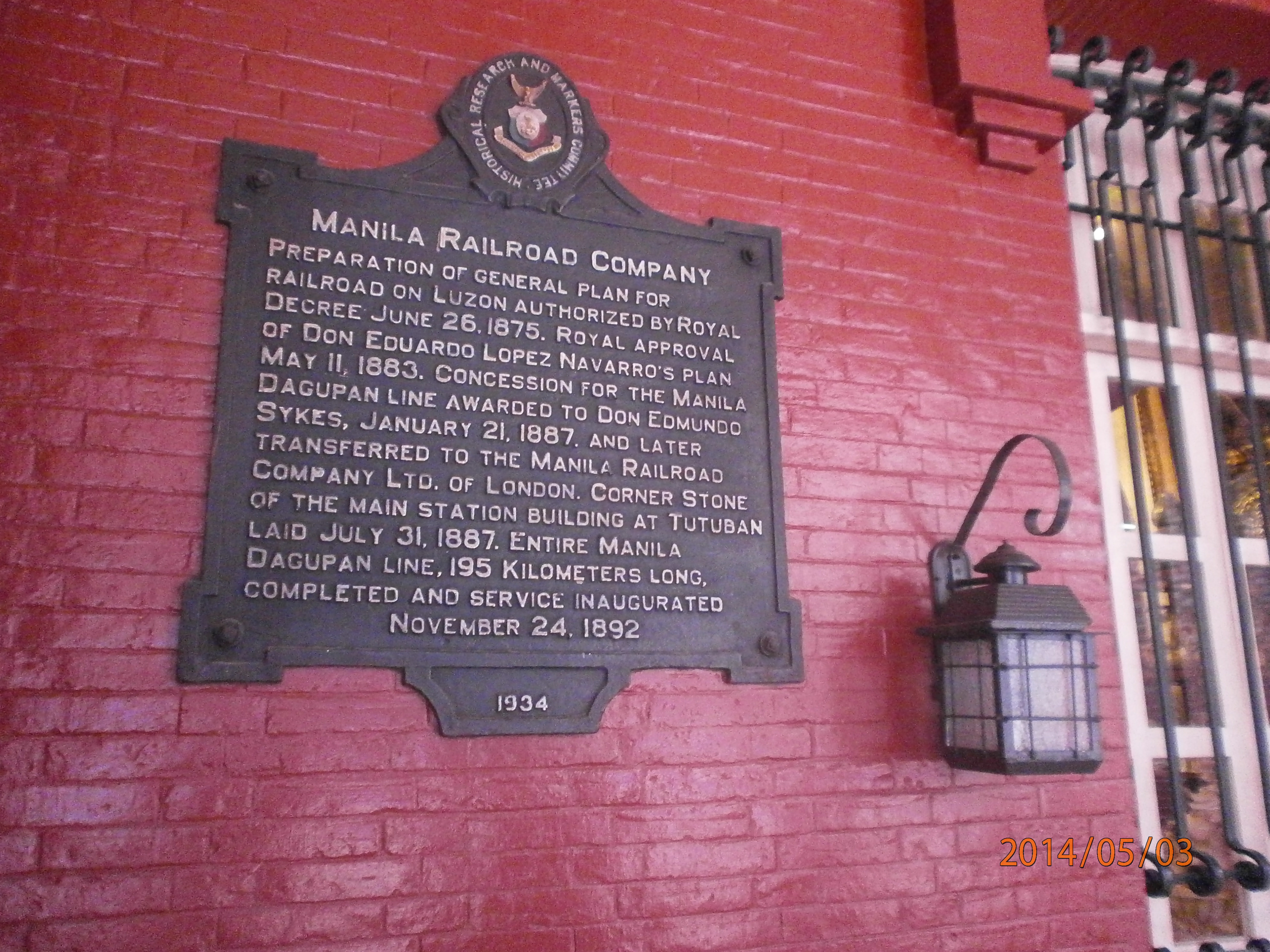
トゥトゥバンセンターモールの銘板